# Manus (đảo)
Đảo Manus là một phần tỉnh Manus tại bắc Papua New Guinea và là đảo lớn nhất quần đảo Admiralty. Đây là đảo lớn thứ năm Papua New Guinea, với diện tích 2.100 km2 (810 dặm vuông Anh), 100 km × 30 km (60 mi × 20 mi). Theo thống kê 2000, toàn tỉnh Manus có dân số 43.387 người, tăng lên 50.321 tính đến  năm 2011. Lorengau, tỉnh lỵ tỉnh Manus, nằm trên đảo này. Sân bay Momote nằm trên đảo Los Negros gần đó. Có một cây cầu nối đảo Los Negros với đảo Manus. Ngoài dân định cư, người tị nạn cũng được đưa đến đây từ Úc trong khoảng 2001-2004 và từ năm 2012.
Đảo Manus phủ rừng rậm rạp, nói chung là rừng mưa nhiệt đới đất thấp. Điểm cao nhất nơi đây là đỉnh núi Dremsel 718 mét (2.356 ft) trên mực nước biển. Đây gốc là một đảo núi lửa, có lẽ trồi lên mặt biển vào cuối thế Miocen, 8-10 triệu năm trước. Đất nền trên đảo hoặc đất núi lửa hoặc là vôi từ san hô.
Manus là nơi cư ngụ của Papustyla pulcherrima, một loài ốc sên vỏ xanh bị đem bán làm trang sức; hoạt động này vẫn tiếp tục, dù ở mức thấp hơn; do đây là loài bị đe dọa, việc buôn bán là bất hợp pháp.
Ngày 20 tháng 9, 2018, The Australian tuyên bố rằng Úc và Papua New Guinea đang thảo luận việc hỗ trợ cảng biển cho quân đội Hoàng gia Úc (RAN) trên đảo Manus.